# Acroceras
Acroceras là một chi thực vật có hoa trong họ Hòa thảo (Poaceae).

## Loài
Chi Acroceras gồm các loài: